# Enrique Brouwer

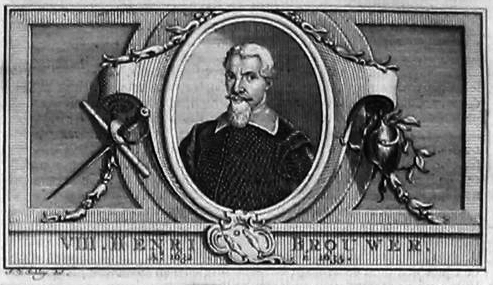
Retrato del Gobernador General Hendrik Brouwer.

Hendri(c)k Brouwer (a veces en español como Enrique Brouwer) (?, entre el 24 de marzo y el 18 de julio de 1581-en el mar, península de Lacuy en Chiloé, 7 de agosto de 1643), fue un navegante, explorador, pirata y administrador colonial neerlandés, recordado por haber descubierto en el océano Índico la zona de los Rugientes Cuarentas y por haber participado en una frustrada expedición de conquista en 1643 en las costas chilenas en la que murió de enfermedad.

## Biografía
Acerca de la juventud de Hendrick Brouwer, poco se sabe.  Es probable que visitase España y Portugal al servicio de un comerciante de Ámsterdam.
Se cree que en 1606 ya habría navegado por vez primero a las Indias Orientales Neerlandesas para la Compañía Neerlandesa de las Indias Orientales (Vereenigde Oostindische Compagnie o VOC, que en neerlandés literalmente es Compañía de las Indias Orientales Unidas). El 16 de abril de 1610 partió de nuevo a las Indias, ahora como comandante de tres naves. En ese viaje encontró la ahora conocida como ruta de Brouwer, una ruta marítima que va desde Sudáfrica hasta la isla de Java navegando primero hacia el sur hasta encontrar la zona de los Rugientes Cuarentas  (los fuertes vientos del oeste que soplan gran parte del año producto del efecto Coriolis en las latitudes entre los 40° y 50° sur) y encaminarse al este unas 4000 millas (6400 km), y luego virar al norte para atravesar el estrecho de la Sonda y alcanzar Batavia. Hasta ese momento, los neerlandeses habían seguido una ruta similar a la ruta de los portugueses a través de la costa de África, la isla Mauricio y Ceilán. La nueva ruta reducía la anterior duración del viaje de un año a alrededor de 5-6 meses y no significaba solamente un ahorro de tiempo y de costes, sino también una gran reducción en la incidencia de escorbuto entre la tripulación y un clima más saludable. (En 1617, la VOC ya requirió a todas sus naves que tomasen la ruta de Brouwer, aunque la dificultad de determinar la longitud correctamente hizo que muchos barcos alcanzasen las difíciles costas australianas, naufragando y despareciendo muchos de ellos.)
Después de su llegada en 1611 a las Indias Orientales, fue enviado a Japón para reemplazar a Jacques Specx temporalmente como opperhoofd (lieteralmente, «cabeza suprema») en la pequeña isla artificial (los extranjeros tenían prohibido pisar el sagrado suelo de Japón) de Dejima, frente a la bahía de Nagasaki, desde el 28 de agosto de 1612 al 8 de junio de 1614. Durante ese tiempo hizo una visita a la corte japonesa en Edo y en 1613 hizo un viaje a Tailandia que sentó las bases para el comercio neerlandés con Siam.
En 1615, Brouwer regresó a Ámsterdam y ocupó un puesto como gobernador de la VOC.

### Gobernador de las Indias Orientales
A principios de 1632, formó parte de una delegación enviada a Londres para resolver los desacuerdos comerciales entre las Compañías de las Indias Orientalesos británica (British East India Company) y neerlandesa. Después se marchó a las Indias, y el 18 de abril de ese mismo año fue nombrado Gobernador General de las Indias Orientales Neerlandesas, una vez más en sustitución de Jacques Specx, cargo que ocupó hasta el 1 de enero de 1636. Anthony van Diemen, que fue su asistente durante este período y luego su sucesor, recibió por escrito de Brouwer antes de irse la recomendación de realizar muchas de las exploraciones neerlandesas en el Pacífico que se llevaron a cabo bajo su mandato.
A su regreso a los Países Bajos no fue renombrado gobernador, pese a las promesas anteriores.

### La expedición a las costas chilenas

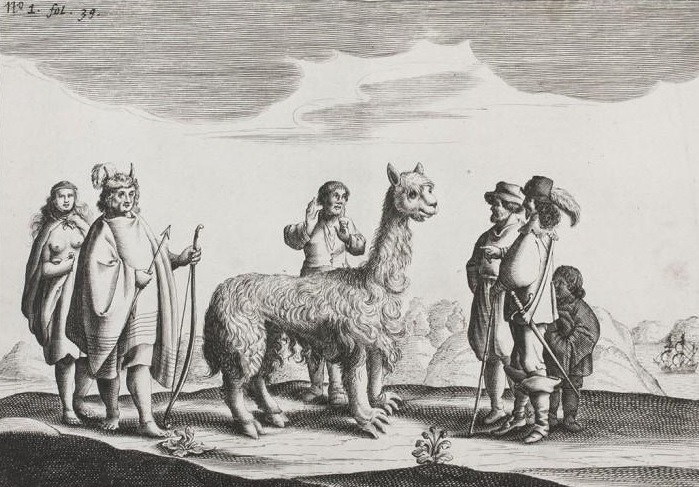
Expedición de Hendrick Brouwer en Chiloé, 1643.

En 1643, la VOC logró convencer del proyecto a la Compañía Neerlandesa de las Indias Occidentales (West-Indische Compagnie o WIC) y al príncipe Juan Mauricio de Nassau-Siegen para organizar una expedición de conquista a Chile para luchar contra los españoles e intentar establecer una base neerlandesa en el océano Pacífico que les serviría para el comercio de oro, que según creían debía ser muy abundante.
La flota zarpó de Holanda hacia Brasil, donde Juan Mauricio de Nassau les proporcionó suministros y sugirió que se fundase el puerto militar en la Isla Santa María. La expedición partió de Mauritsstad, Pernambuco, el 15 de enero de 1643, con 5 buques y 350 hombres de desembarco. Llevaba como segundo, con el grado de vicealmirante al marino y poeta Elías Herckmans, embarcado en Brasil. En el cabo de Hornos los fuertes vientos obligaron a una de sus naves a abandonar la empresa y regresar al puerto de partida. En esa etapa, Brouwer  logró establecer, al circunnavegarla,  que la isla de los Estados (Staten Island) no era una península parte de la entonces desconocida Terra Australis Ignota. Brouwer mismo describió la isla como un reducido bastión de roca azotado por el oleaje y los vientos del polo.
Después de desembarcar en la isla de Chiloé, Brouwer comenzó sus operaciones militares atacando el humilde fuerte de Carelmapu, comenzando el combate de Carelmapu, tras matar en un bosque vecino a 6 españoles que huían ante fuerzas tan superiores. El 6 de junio, en Castro los españoles apenas pudieron reunir 100 soldados para hacer frente a la escuadrilla, por lo que optaron por abandonar el pueblo. Los soldados de Brouwer incendiaron la villa, tras bombardearla.
Brouwer cayó enfermo. En pleno invierno, los barcos recalaron en Carelmapu esperando mejores condiciones. Algunos caciques locales se acercaron a los expedicionarios, testimoniando su odio a los españoles y dándoles esperanzas para el establecimiento de futuras alianzas. De este modo, 470 personas de todas las edades obtuvieron pasaje en los barcos holandeses y lograron huir de la zona controlada por los españoles en Chiloé y Carelmapu.
Brouwer, tras larga agonía, murió la mañana del 7 de agosto (a los 62 años de edad) en el paraje llamado Brouwershaven (bahía de Brouwer), en la península de Lacuy, en el norte de la Isla Grande de Chiloé. Su cuerpo fue embalsamado, pues había expresado la petición de ser enterrado en Valdivia. Elías Herckmans tomó el mando de la expedición, que desembarcó en las ruinas de Valdivia el 24 de agosto (Valdivia había sido abandonada en 1598 tras la grave derrota frente a los mapuches del desastre de Curalaba). Herckman y sus hombres ocuparon el lugar hasta el 28 de octubre de 1643, cuando emprendieron el viaje de regreso a Brasil, donde llegaron sin haber cumplido el objetivo de fundar establecimiento alguno. Si bien el acuerdo entre mapuches (entonces conocidos como araucanos) y neerlandeses causará gran impacto en la sociedad española, el afán de buscar oro de los neerlandeses (muy similar al hispano), provocó suspicacias entre los indígenas quienes terminaron abandonando a los nuevos aliados.
Después de haber dicho los neerlandeses que tenían planes de regresar, el virrey del Perú Pedro Álvarez de Toledo y Leiva, marqués de Mancera, envió en 1644 unos 1.000 hombres en veinte barcos (y 2.000 hombres por tierra, que nunca envió) para reasentarse en Valdivia e iniciar la construcción del sistema de fuertes de Valdivia. Más tarde, los españoles, liderados por el capitán Alonso de Mújica y Buitrón, desenterraron el cadáver de Brouwer y lo quemaron «por hereje».

## Una descripción
El historiador y poeta británico Robert Southey lo describió de la siguiente manera: 

Era hombre de señalado valor, recto proceder y notable integridad, pero odioso a sus subordinados, porque su disciplina era dura a fuerza de ser severa, lo que provenía tal vez más del genio que de falta de discernimiento, pues, como la mayor parte de sus compatriotas de aquel siglo, no conocía Brouwer la compasión ni la clemencia
Robert Southey